# Crustulina incerta
Crustulina incerta là một loài nhện trong họ Theridiidae.
Loài này thuộc chi Crustulina. Crustulina incerta được Albert Tullgren miêu tả năm 1910.